# المپیا ۵۸۲

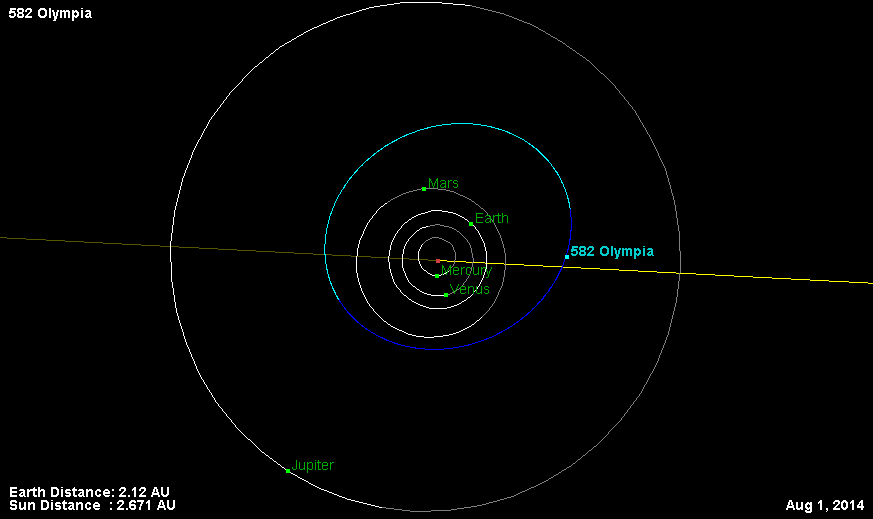
نمایی از محل قرارگیری سیارک المپیا ۵۸۲ در مدار – ۲۰۱۴

سیارک ۵۸۲ (به انگلیسی: 582 Olympia، نامگذاری:1906SO) پانصد و هشتاد و دومین سیارک کشف شده‌است که در ۲۳ ژانویه ۱۹۰۶ و در هایدلبرگ کشف شد.
قدر مطلق سیارک برابر ۹٫۱۱ است.